# Étoile de type intermédiaire
Cet article court présente un sujet plus développé dans : Type spectral.
Une étoile de type intermédiaire (calque de l'anglais intermediate-type star) est une étoile de type spectral F, G ou K.